# 久大精盐公司
久大精盐公司，1914年成立于塘沽（今滨海新区），由范旭东等人一手创办，其最大的贡献之一是为永利碱厂和黄海化学工业研究社的创办提供了雄厚的资金、技术和人才支持，是中国化学工业“永、久、黄”团体中历史最悠久的一脉。在其支持下，永利碱厂突破了索尔维制碱法的封锁并发明了联合制碱法并成为制碱技术国际一流的企业，开创了中国化学工业的先河。

## 历史
1911年，曾到日本京都帝国大学化学系留学学习化学的范旭东回到中国，并决定兴办中国的化学工业。1913年，他来到塘沽实地考察，发现塘沽是得天独厚的盐碱工业基地。随后，范旭东在其兄时任中华民国教育部长范源濂和师友梁启超等人的支持下，由范旭东、景韬白、胡睿泰、李积芸、胡森林、方积琳、黄大暹为发起人，梁启超、范静生、李思浩、王家襄、刘揆一、陈国祥、左树珍、李穆、钱锦孙为赞助人，于1914年7月20日提出申请立案，同年9月22日获得批准建立久大精盐公司精制食盐，并在塘沽设立久大精盐厂。当时久大股东有诸多军政界人士相助，如黎元洪、曹锟、蔡锷和冯玉祥等。1916年4月6日久大精盐厂竣工投产。同年9月11日，第一批精盐由塘沽运往天津销售，后又在湖南、湖北、安徽、江西等地打开了销路。久大精盐开始日产5吨，每年获利五六十万元。1919年扩建东厂后，年产量可达6万2千多吨。久大精盐厂的建成和投产，为日后永利碱厂的创办“变盐为碱”提供了原料和人才保障，尤其是在资金上为永利碱厂提供了极大的帮助。
1947年11月，胡适曾被推举为公司董事，并出任董事长。

## 影视作品
2011年，中国大陆上映的电视剧《煮海》，纪念辛亥革命百年以及实业家范旭东、侯德榜和李烛尘等人创办久大精盐、永利碱厂和黄海化学工业研究社为代表的中国民族化工业。

## 相关著作
- （中文）赵津. . 天津: 天津人民出版社. 2010年11月1日. ISBN 7-80515649-2.